# Jordi Puig Vicens
Jordi Puig Vicens   (Girona, 16 d'abril de 1971) és un exjugador de bàsquet català. Amb 1.82 m d'alçària, el seu lloc natural a la pista era el de base. Un cop retirat, es va integrar en la direcció esportiva del CB Girona.

## Trajectòria
- Pedrera Club Bàsquet Girona
- Club Bàsquet Girona (1988-1993)
- Club Bàsquet Gran Canària (1993-1994)
- Pryca Albacete (1994-1995)
- Optica Gandia (1995-1996)